# Silolo
Silolo is een bestuurslaag in het regentschap Aceh Selatan van de provincie Atjeh, Indonesië. Silolo telt 1285 inwoners (volkstelling 2010).